# Renault 4

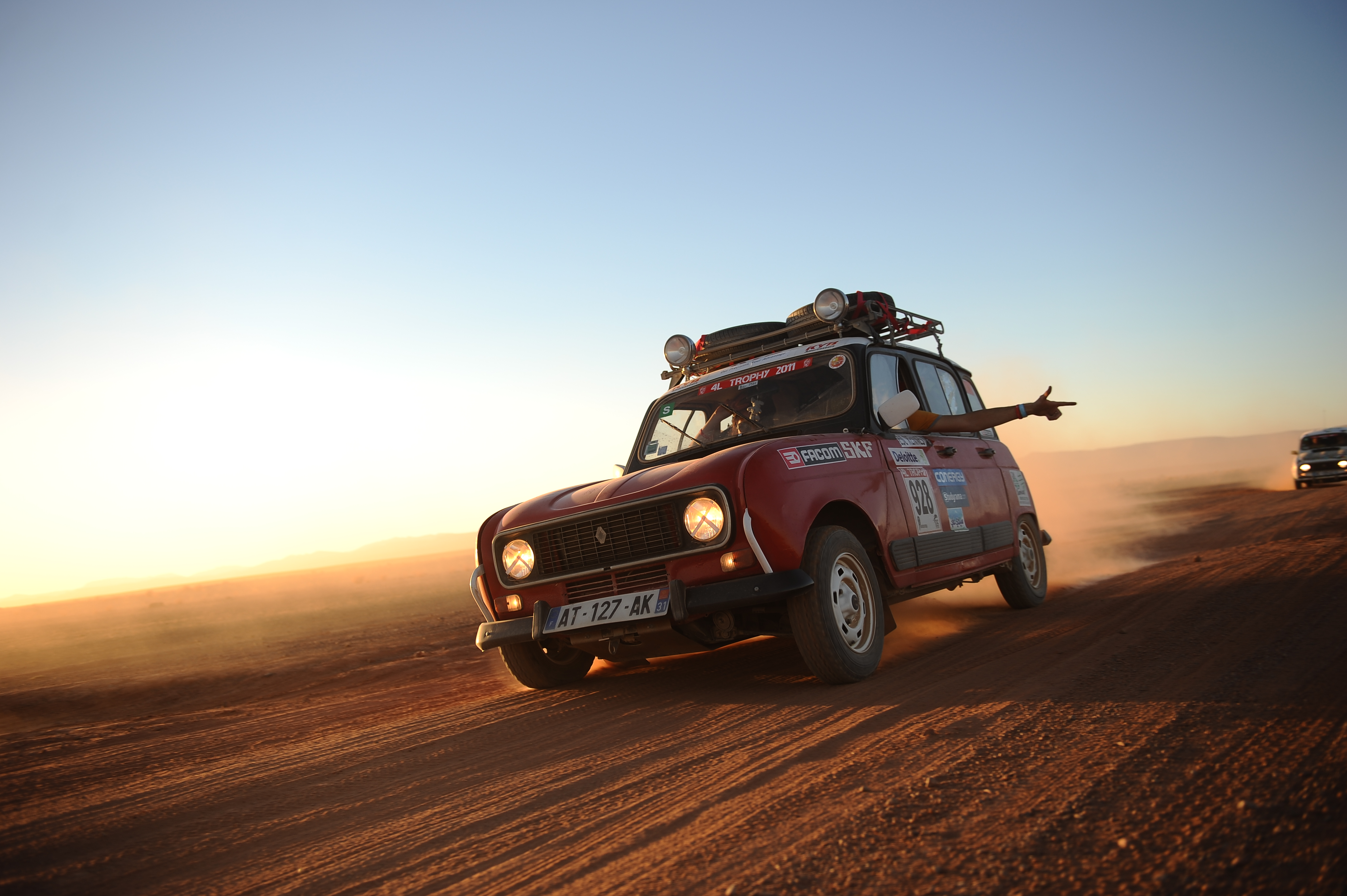
Renault 4 GTL bei der 4L Trophy 2011

Der Renault 4 (kurz „R4“, in Frankreich „Quatrelle“ [katʁɛl]) ist ein Kleinwagen von Renault (Régie Nationale des Usines Renault), der von Sommer 1961 bis Ende 1994 hergestellt wurde. Er war das erste Großserienfahrzeug in Kompaktbauweise mit einteiliger, oben angeschlagener Heckklappe („fünfte Tür“) und der erste Renault-Pkw mit Frontantrieb. Der am Markt sehr erfolgreiche Wagen wurde während der Produktionszeit von 33 Jahren über acht Millionen Mal verkauft.
Im Jahr 2022 zeigte Renault mit dem Concept Car 4Ever Trophy ein Sport Utility Vehicle, das optische Anleihen beim Renault 4 nahm. Auf dem Pariser Autosalon 2024 präsentierte Renault das batterieelektrisch angetriebene Serienmodell 4 E-Tech, das seit März 2025 verkauft wird.

## Modellgeschichte

### Allgemeines
Am 28. August 1961 präsentierte Renault der französischen Presse als preisgünstigen Pkw sein internes Projekt R1120, das erst 1965 offiziell in Renault 4 umbenannt wurde. Die sehr einfache, aber funktionsgerechte Konstruktion mit planer Verglasung, Blechformgebung ohne größere Ziehtiefen, ebenem Wagenboden und sehr einfacher Ausstattung ermöglichte nicht nur eine kostengünstige Produktion, sondern auch eine geringe Fahrzeugmasse.
Auf der IAA in Frankfurt am 21. September 1961 war er ein „Messestar“. Erste Tests des „Renault R4“ (L) erschienen schon im Vorfeld der Frankfurter Automobilausstellung. Anfang Oktober 1961 wurden im Vorfeld des Pariser Autosalons 200 weiße R4 am Palais de Chaillot vorgeführt, damals eine für Renault bemerkenswerte Marketing-Maßnahme.
Im August 1967 wurde der R4 erstmals modifiziert. Die äußerlichen Änderungen umfassten einen neuen eloxierten Alu-Kühlergrill mit Mittelstrebe, dessen breitere Einfassung die Scheinwerfer einbezog, sowie neue, voluminösere Stoßstangen. Der Renault-Rhombus war links in der Strebe angebracht. Die Sitzbänke erhielten Polsterungen. Die wichtigste Neuerung war das Vierganggetriebe statt des Dreiganggetriebes. Geschaltet wurde weiterhin mit einer „Krückstockschaltung“, da das Getriebe vor dem Motor eingebaut war. Im Herbst 1974 erhielten die R4-Modelle, ähnlich wie der größere Renault 16, einen schwarzen Plastikgrill. Das Renault-Signet, der Rhombus, befand sich nun wieder zentral im Kühlergitter.
Von Mitte 1976 bis Ende 1978 wurde ein zunächst in zwei Farben lieferbares Sondermodell mit dem Namen „Safari“ angeboten, mit seitlichen Gummileisten und besonderen Sitzen mit integrierten Kopfstützen. Ab 1977 wurden vorn eckige Stand- und Blinklichter eingebaut. Das Auspuffrohr wurde bis zum Heck verlegt, vorher war der Austritt auf der linken Seite vor dem Hinterrad. Der Hauptschalldämpfer saß im linken, vorderen Kotflügel.
Mit der Einführung des Renault 4 GTL (1108 cm³ mit 34 PS) erhielt die Baureihe Anfang 1978 einen Grill aus grauem Kunststoff und serienmäßigen seitlichen Schutzleisten aus verstärktem Kunststoff. Die Stoßstangen wurden lackiert statt verchromt und die Zierleisten entfielen. Die vorderen Trommelbremsen wurden erst später durch die Scheibenbremsen des R6 ersetzt.

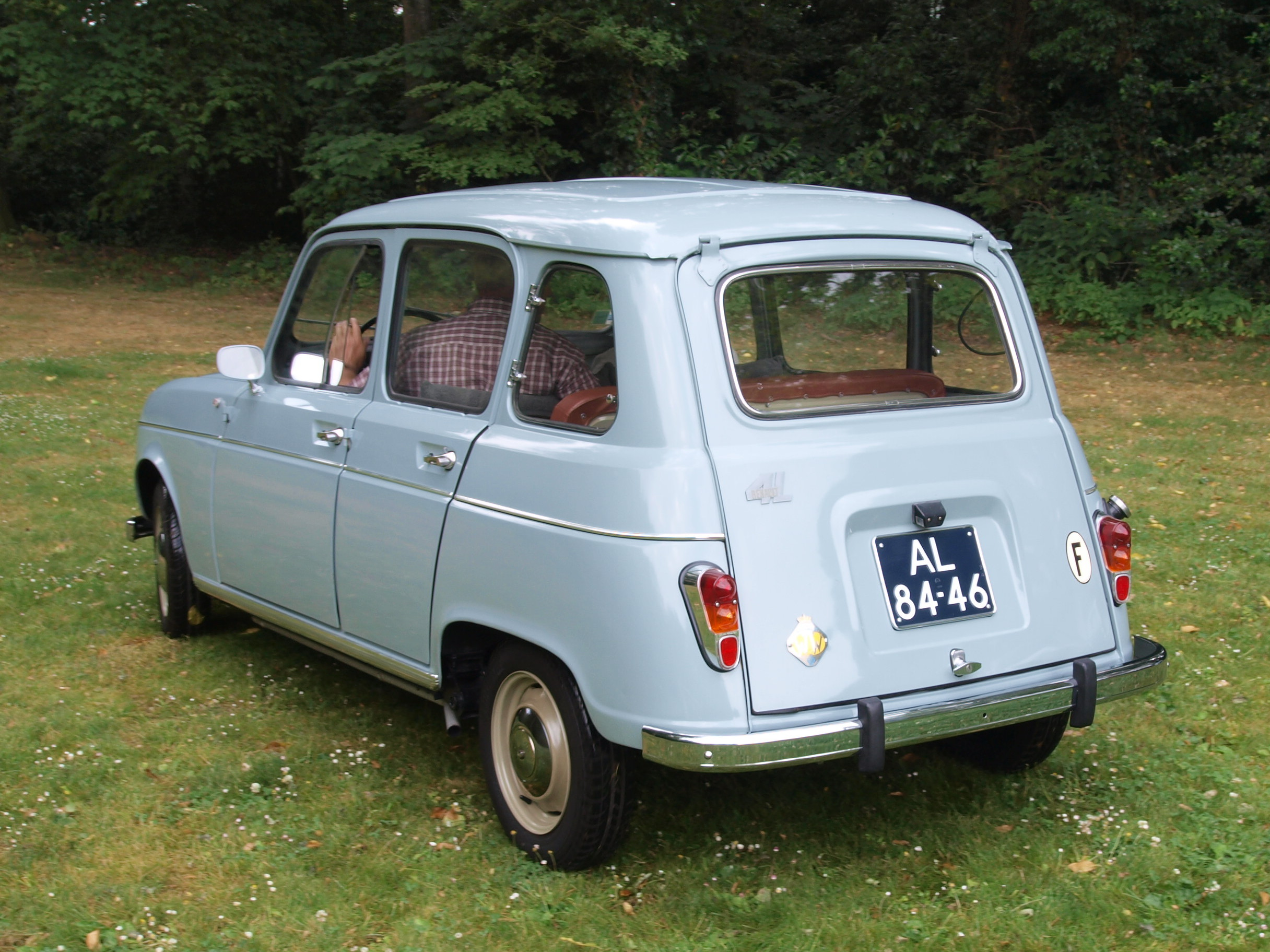
R4L vor 1968, Heckansicht
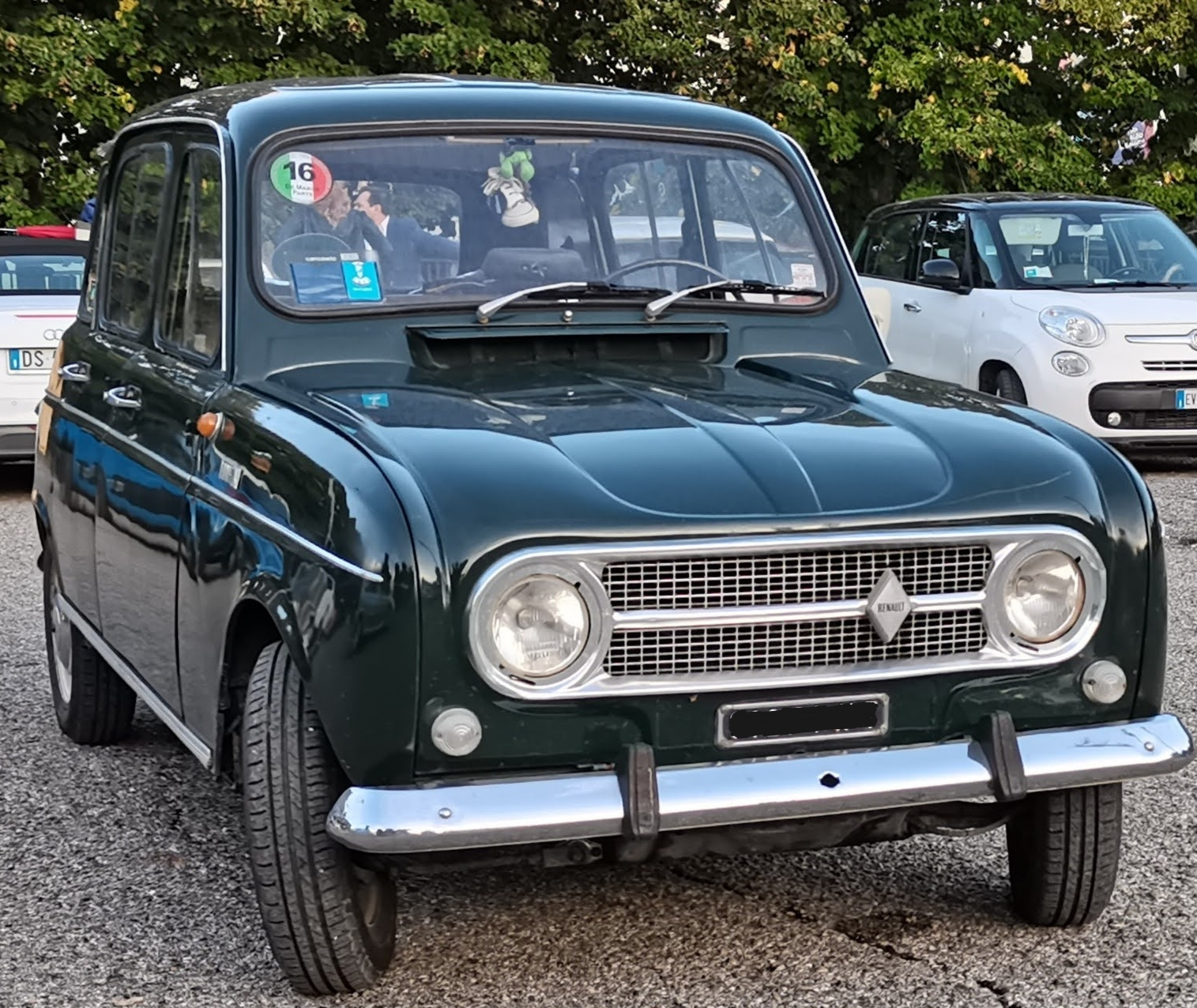
Renault 4 (1967–1974)
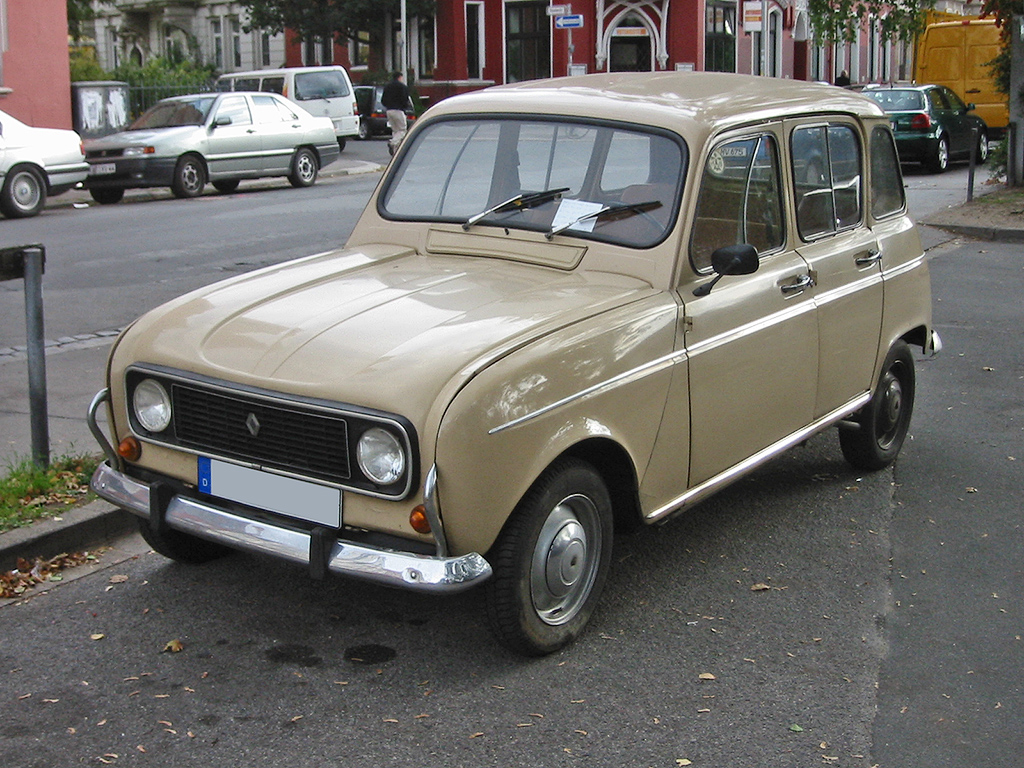
Renault 4 (1974–1978)
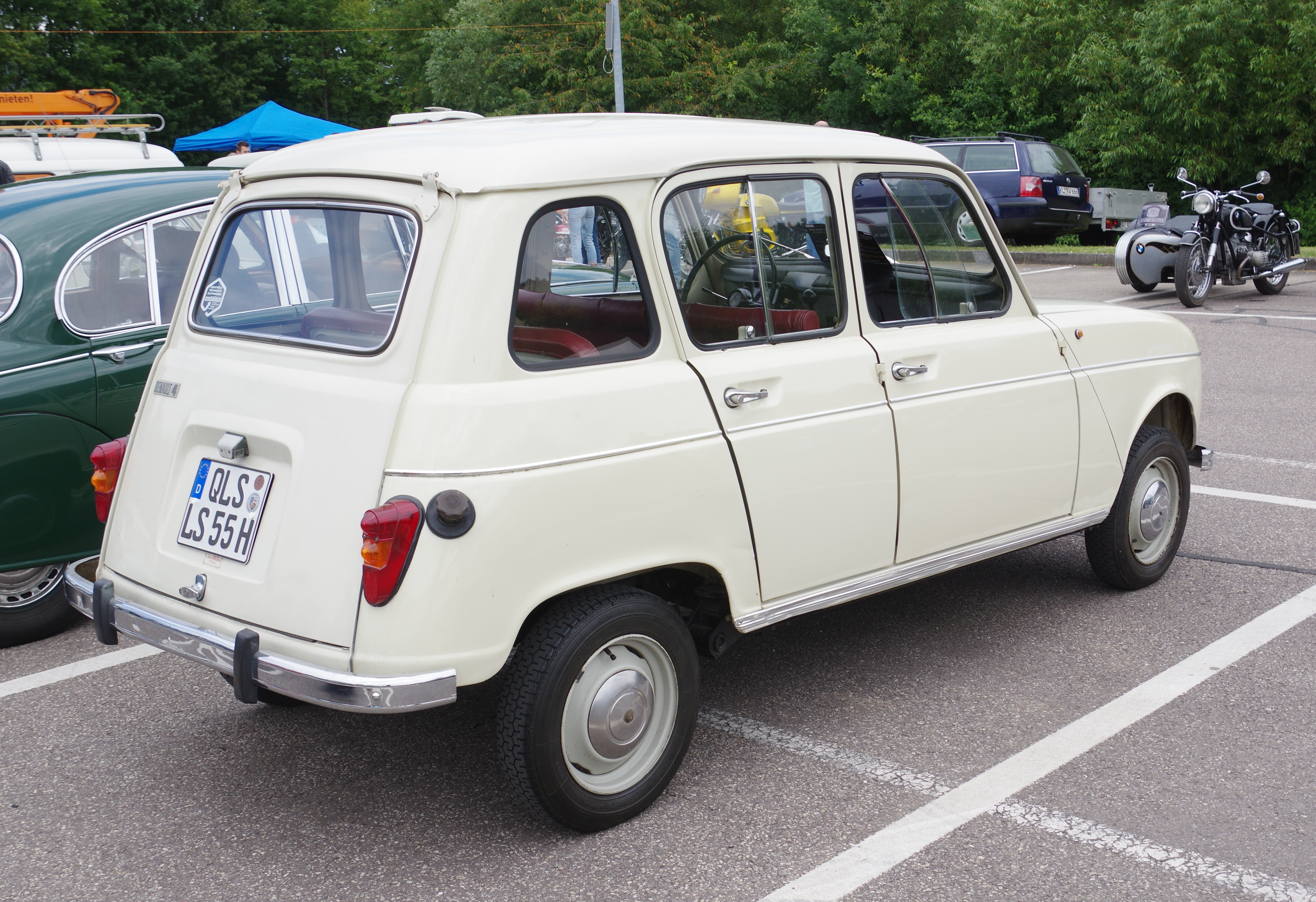
Heckansicht
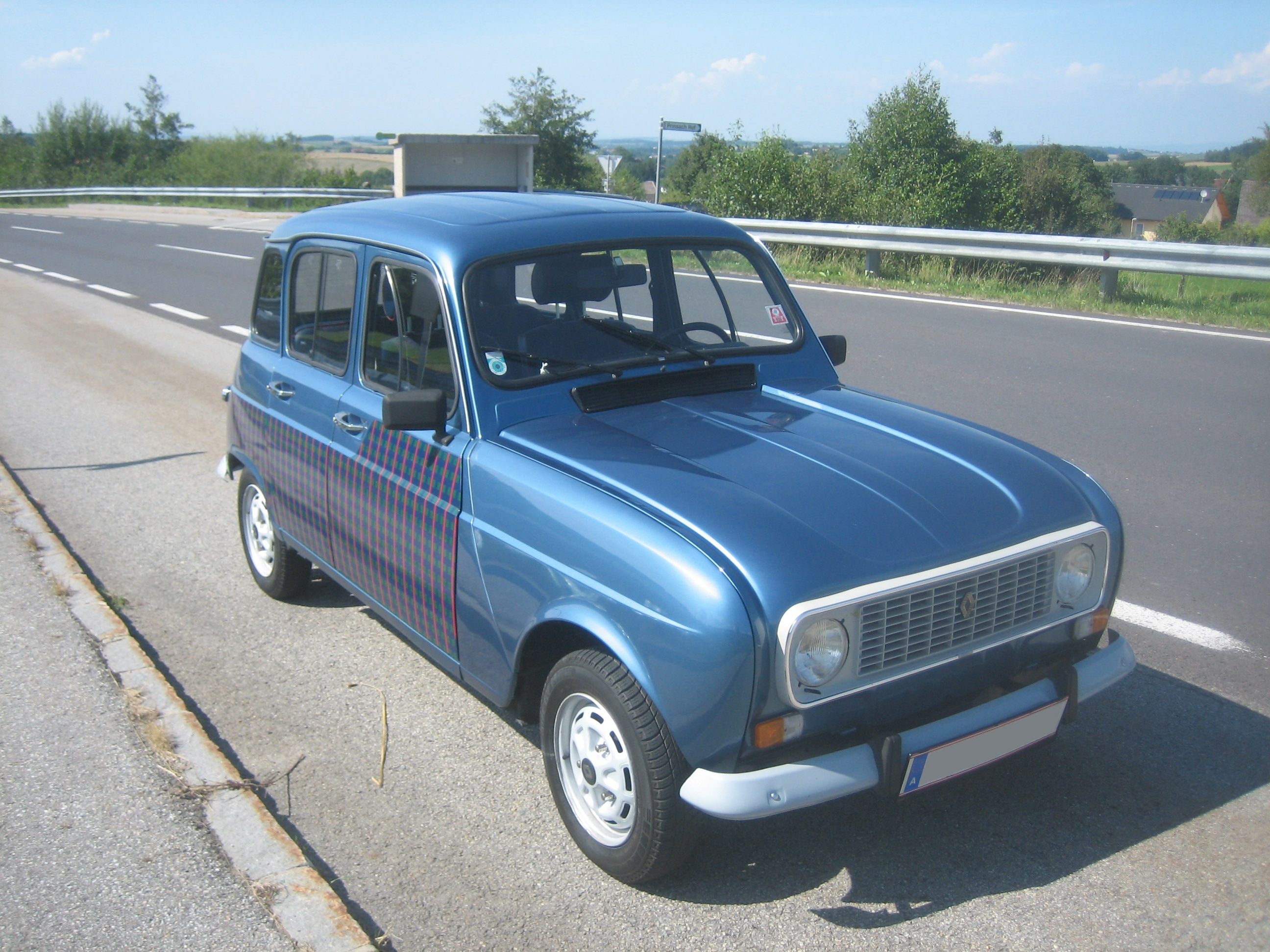
Renault 4 (1978–1992)
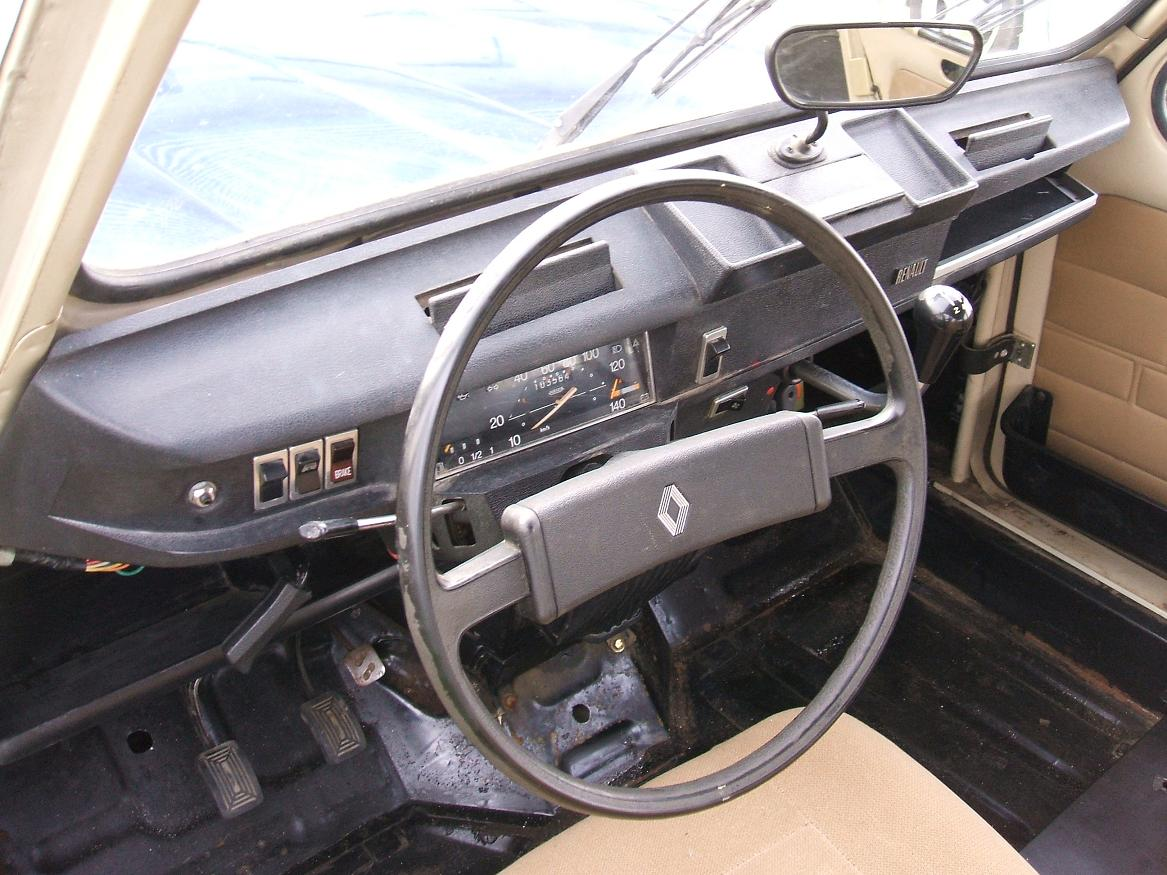
Armaturenbrett (1976)
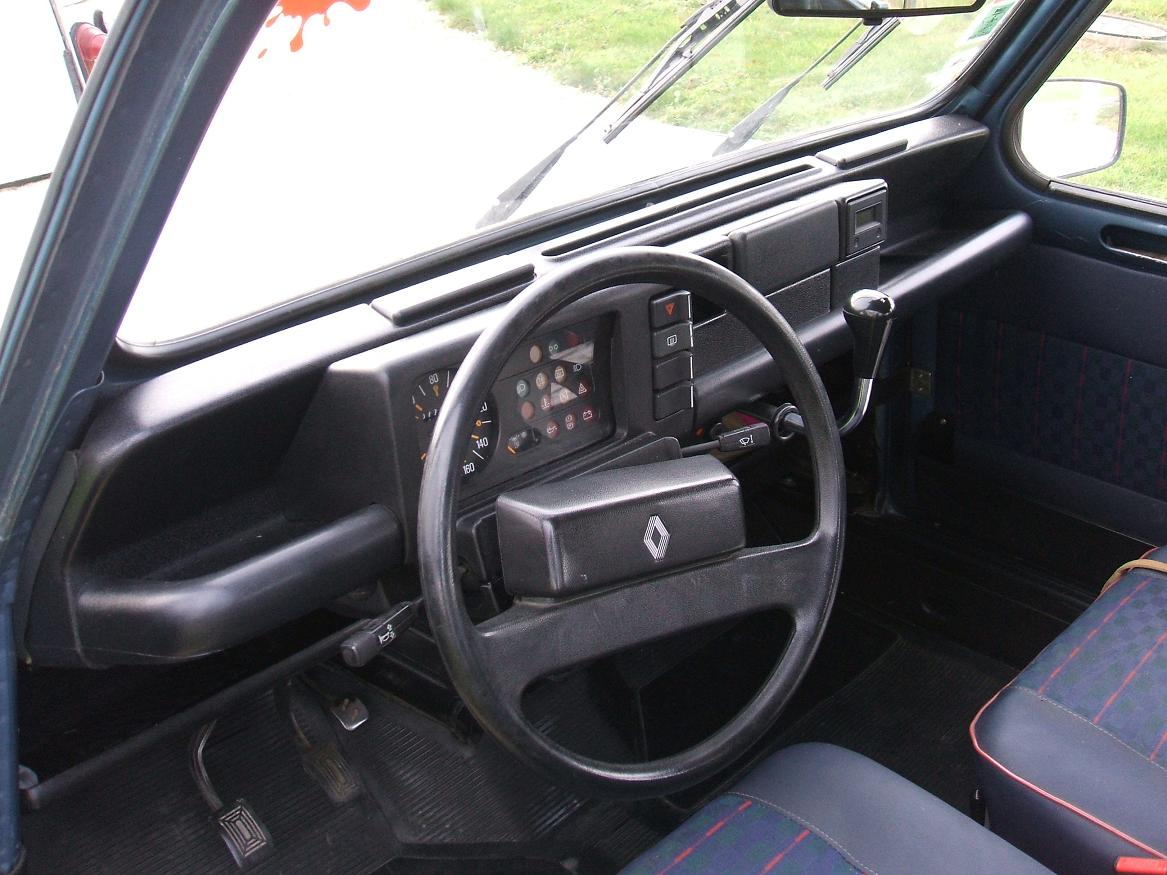
Armaturenbrett (1983)
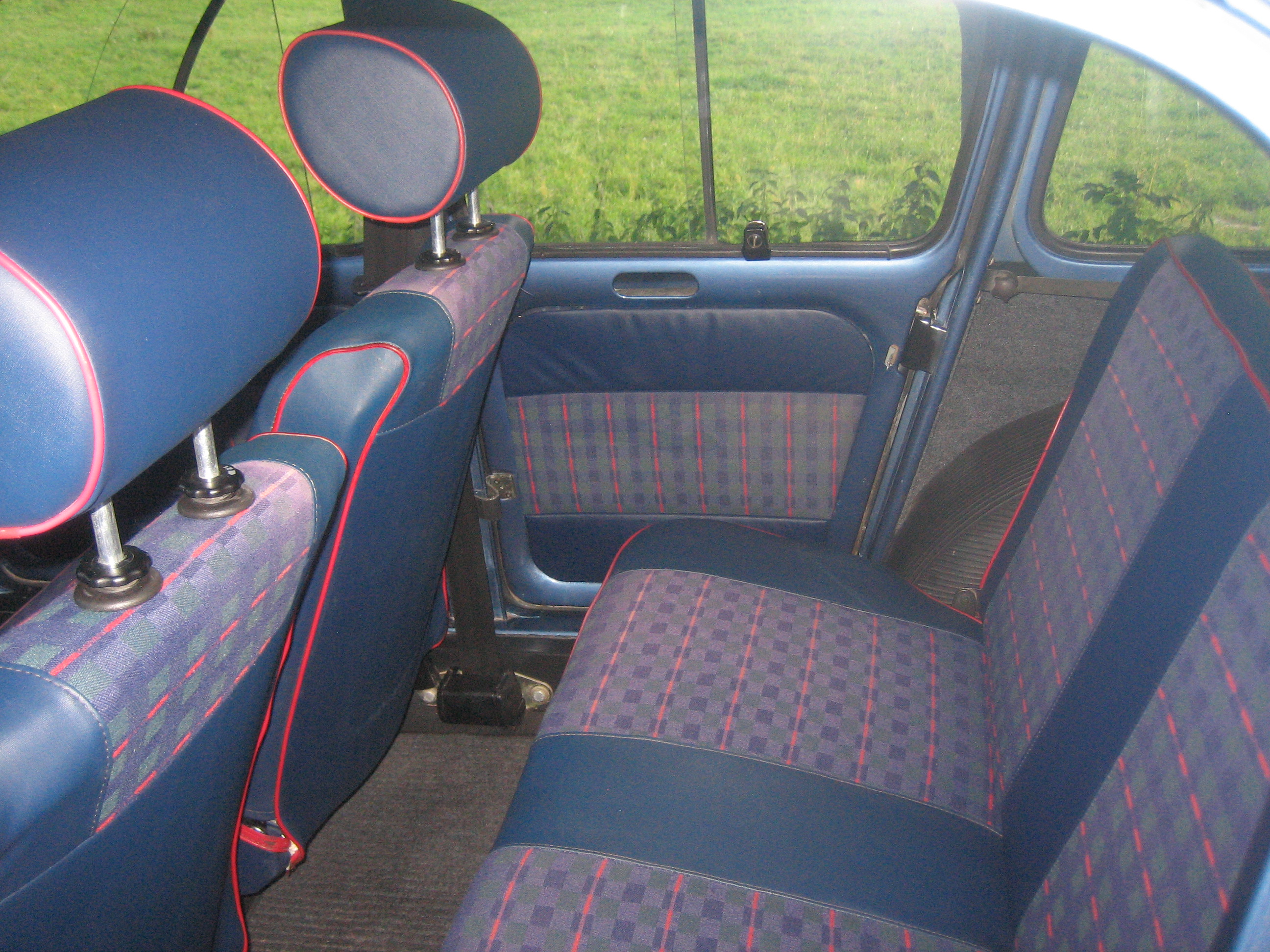
Innenraum (1987)

### Varianten
Dank des Plattformrahmens konnten auch andere Karosserien montiert werden. So gab es zwischen Mitte 1965 und Ende 1992 den R4 als Fourgonnette Renault 4 F4. Er hatte dasselbe Nutzlast-Leermasse-Verhältnis wie die Kombilimousine, jedoch 1,885 m³ Laderaum im verbreiterten und erhöhten Aufbau. Zwischen Anfang 1975 und Ende 1990 gab es ihn auch als Renault 4 F6 mit 12 cm längerem Radstand und 20 cm längerem Aufbau, sowie von 1968 bis 1971 als Cabrio (R4 Plein Air genannt) und von Herbst 1970 bis Mitte 1981 mit Kunststoffaufbau als Renault Rodéo 4. Auch ein Pick-up wurde gebaut.
In Kolumbien gab es den R4 auch mit einem 1289-cm³-Motor aus dem R12, der Geschwindigkeiten bis zu 145 km/h ermöglichte. In Kleinserie wurde der Renault R4 von Sinpar mit zuschaltbarem Allradantrieb versehen. Rahmen, Fahrwerk, Getriebe sowie zum Teil der Motor des R4 wurden auch im von Herbst 1968 bis zum Frühjahr 1986 hergestellten Renault 6 verwendet.

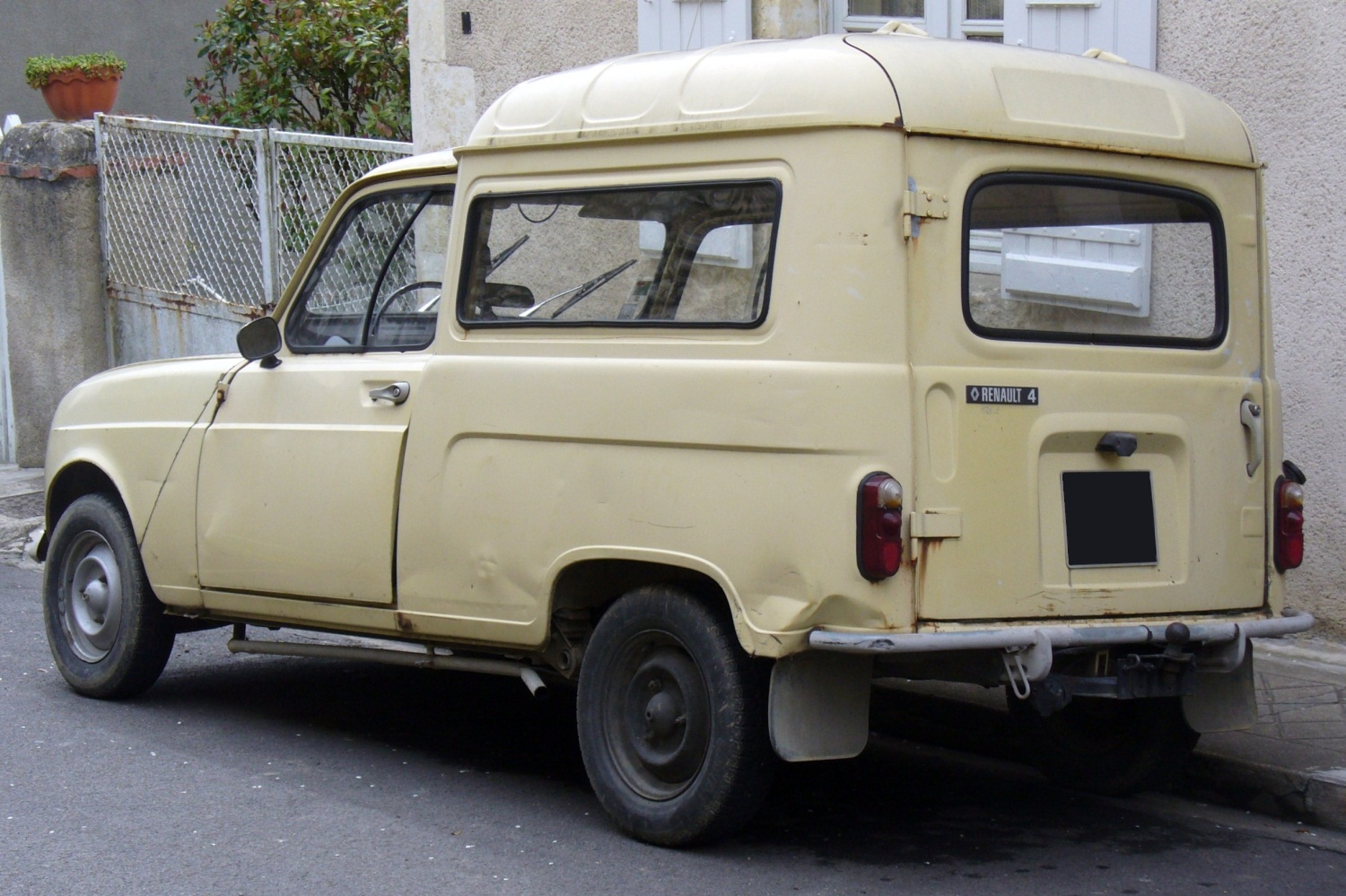
Renault 4 F4 (1965–1992)
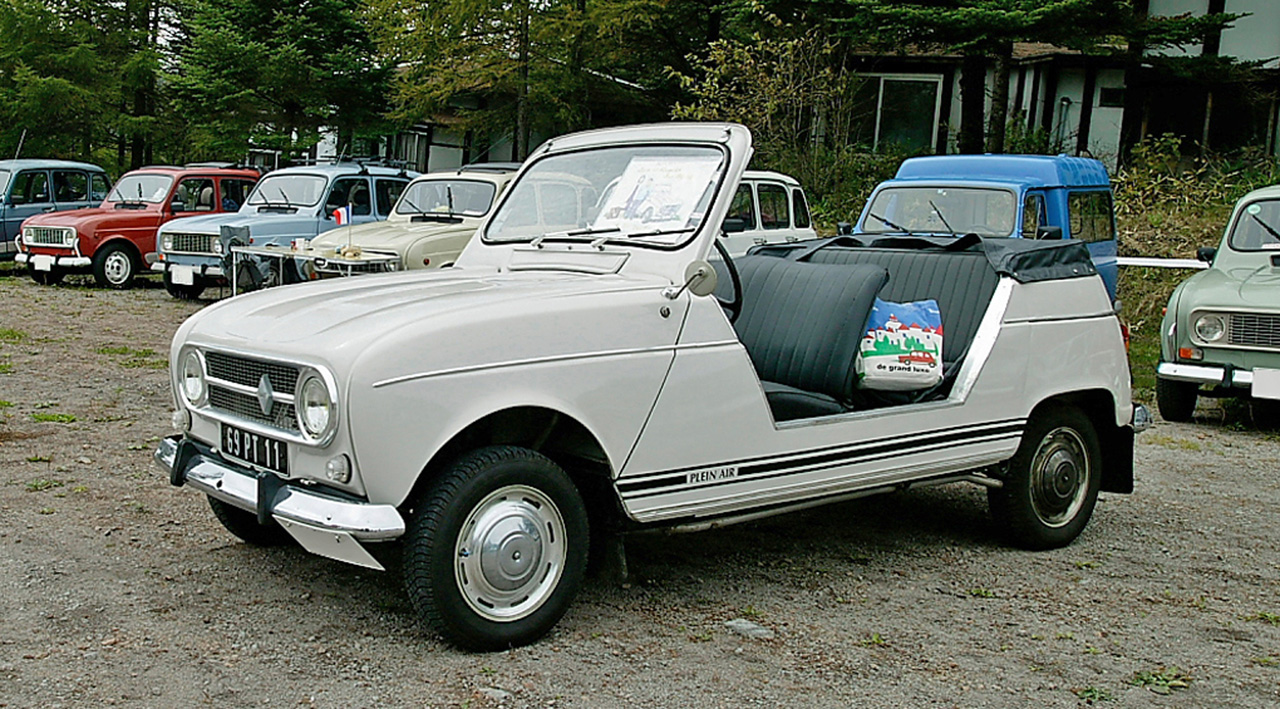
Renault 4 Plein Air (1968–1971)
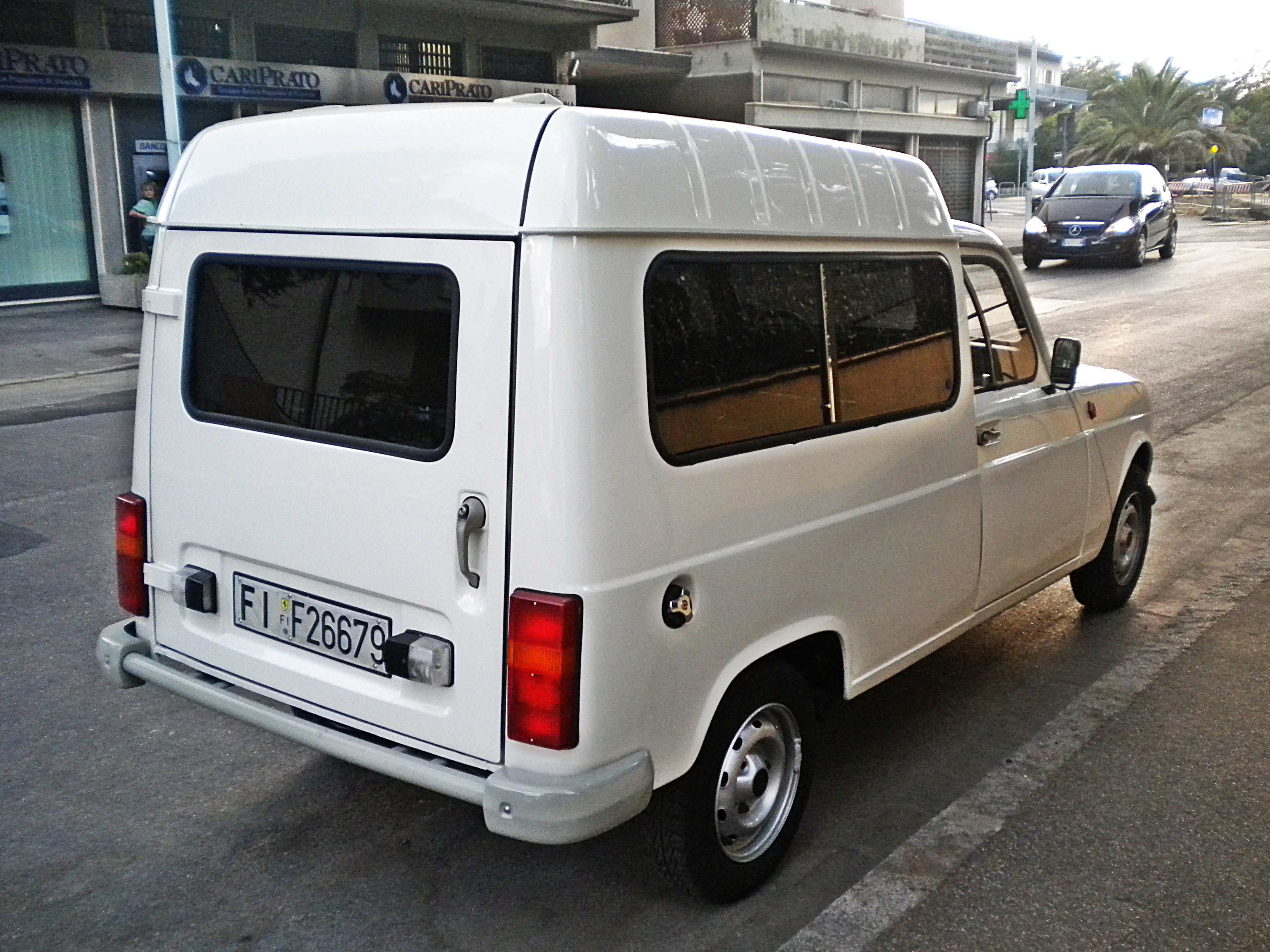
Renault 4 F6 (1975–1990)

## Technik

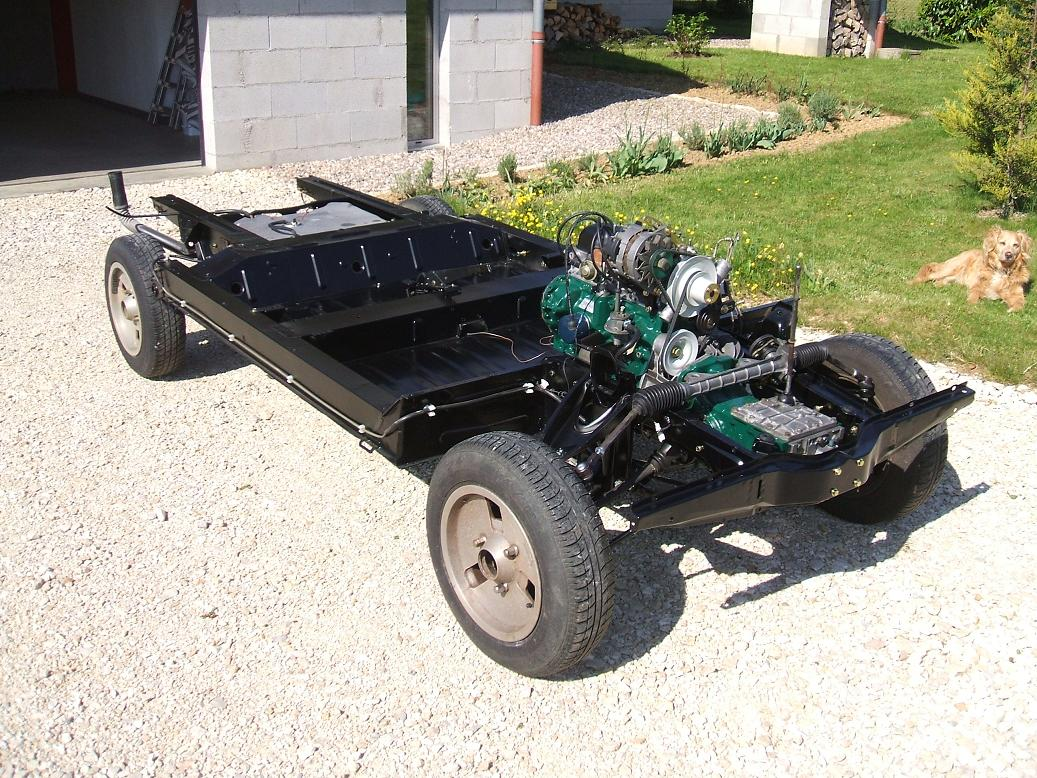
Fahrgestell mit Fahrwerk und Motor

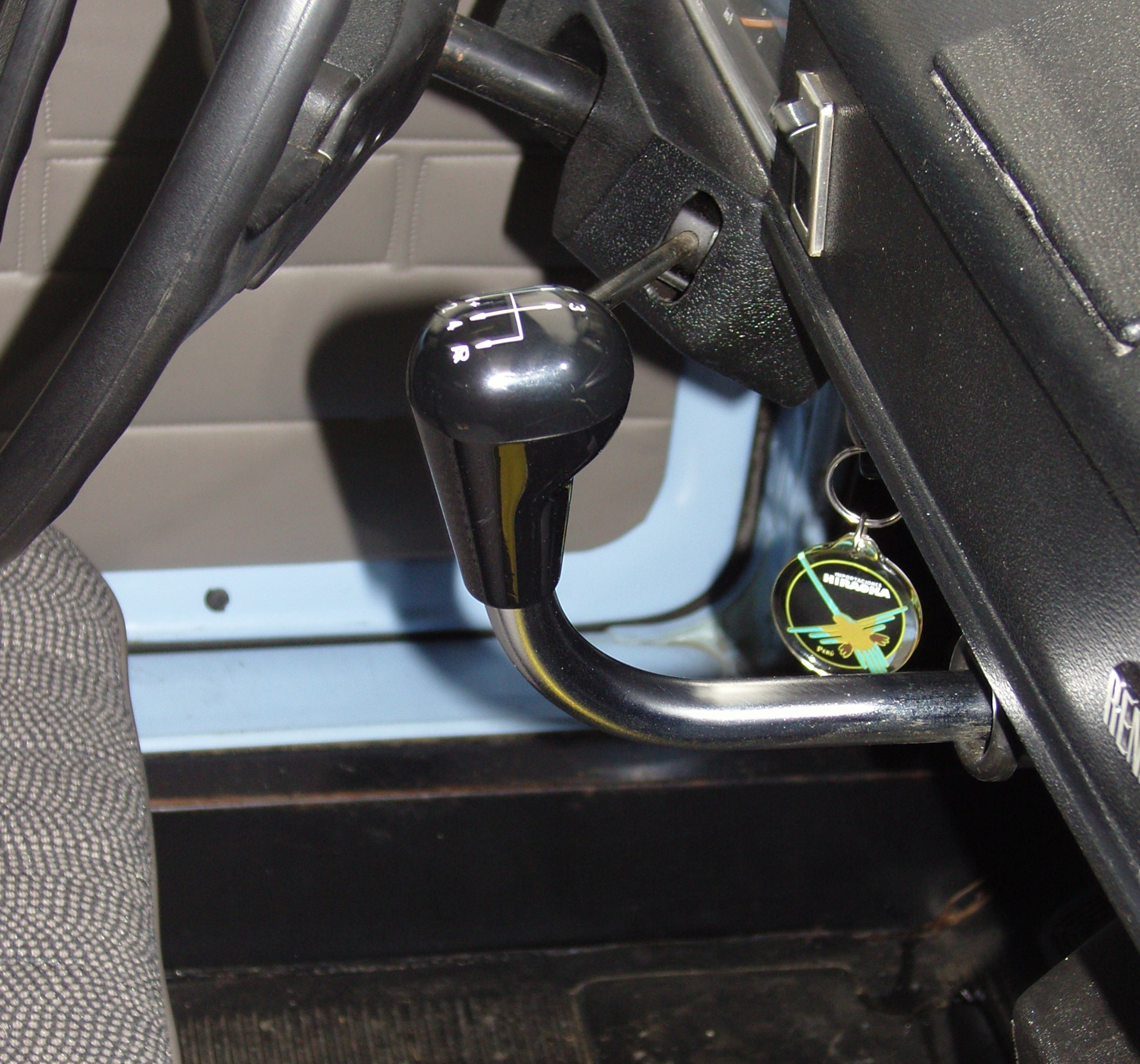
Charakteristischer Schaltknüppel

Der längs eingebaute Fronttriebsatz bedingte eine lange Motorhaube und relativ langen Radstand. Der weitgehend ebene Fahrzeugboden und die kompakten Radaufhängungen mit Drehstabfedern und nahezu horizontal angeordneten Teleskopstoßdämpfern hinten ließen eine gute Raumausnutzung der überdurchschnittlich hohen Karosserie zu. Dank des niedrigen Leergewichts war die Leistung von 26 PS (19 kW) bis 34 PS (25 kW) der Vierzylinder-Reihenmotoren mit seitlicher Nockenwelle und hängenden Ventilen ausreichend. Im Gegensatz zu vielen anderen populären Kleinwagen seiner Zeit (VW Käfer, Citroën 2CV, FIAT 500, Trabant P50), war der R4 wassergekühlt. Anfangs war das Kühlsystem verplombt.

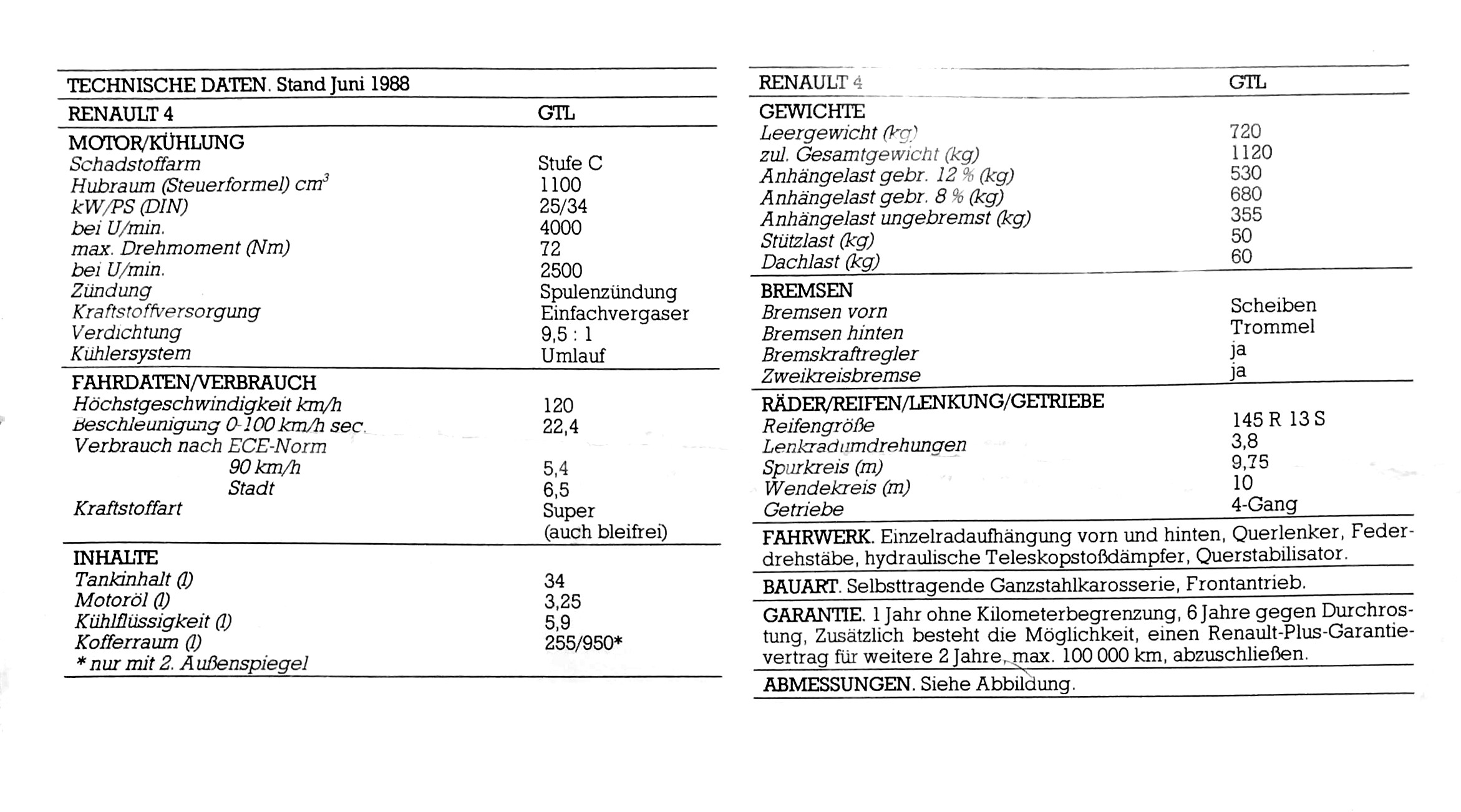
Technische Daten im Renault-4-Prospekt von 1988

Der R4 hatte einen Plattformrahmen, mit dem eine Ganzstahlkarosserie verschraubt war. Die Räder waren einzeln aufgehängt und mit Drehstäben gefedert, vorn an unteren Traghebeln mit Schubstreben und oberen Dreieckslenkern, hinten an längs eingebauten Schwingen. Die hinteren Drehstäbe waren längs versetzt, daher war der Radstand links und rechts um wenige Zentimeter unterschiedlich – wie auch bei den Modellen Renault 5, Renault 6 und Renault 16. Die Federung war, wie zu dieser Zeit bei französischen Pkw üblich, sehr weich ausgelegt, die Leuchtweite war mit kleinen Hebeln an den Scheinwerfern (passend zur Zuladung) verstellbar. Die Karosserie kam mit geringen Ziehtiefen der Bleche und rundum planen Fensterscheiben aus, was dazu beitrug, den Produktionsaufwand gering zu halten. Die Innenausstattung der frühen Modelle fiel mit kaum vorhandenen Verkleidungen und primitiven Rohrrahmensitzen äußerst spartanisch aus. Als Luxus gab es ein Stofffaltdach, je zur Hälfte von vorn und hinten zu öffnen. Das Getriebe wurde mit einer Stange (Rundrohr) geschaltet, die oberhalb des Motors geführt war, sogenannte Krückstock- oder Revolverschaltung.
Die ersten Renault 4 hatten vier Trommelbremsen. Spätere Modelle mit größerem Motor (je nach Landesausführung 956 oder 1108 cm³) hatten Scheibenbremsen an der Vorderachse. Vor dem Motor waren das Schaltgetriebe mit dem Differentialgetriebe und darüber die Zahnstangenlenkung eingebaut, was eine flache und lange Lenksäule bedingte, die bei einem Frontalaufprall in den Fahrgastraum eindringen und den Fahrer gefährden konnte. Bis 1967 wurde ein Dreiganggetriebe eingebaut, danach eines mit vier Gängen. Die Zahnräder des 4. Ganges saßen unter einem zusätzlichen Deckel vor dem ansonsten senkrecht längs geteilten Aluminium-Getriebegehäuse. Daher war es etwas länger und der vordere Querträger war deshalb nach vorn gekröpft. Diese Getriebe hatten ein „Z“-Schaltschema, das heißt Rückwärtsgang und 1. Gang lagen sich gegenüber, was praktisch zum Herausschaukeln nach Steckenbleiben in schwierigem Gelände war. Die Eingangswelle ragte nach vorn heraus, sodass der Motor mit der Wagenheberkurbel gestartet werden konnte, die durch die Stoßstange und den Rahmen zum Getriebe eingeführt wurde. Ab 1975 produzierte Wagen hatten die gleichen Getriebe wie der Renault 5 mit Graugussgehäusen und „H“-Schaltung. Sie konnten nicht mehr mit einer Kurbel gestartet werden und hatten daher auch nicht mehr das charakteristische Loch in der Stoßstange. Die R4 der ersten Baujahre hatten noch 6-Volt-Bordspannung, und der Anlasser wurde über einen Druckknopf im Armaturenbrett betätigt. Die Fahrzeuge hatten schon Anfang der 1970er Jahre einen Bremskraftregler und stufenlos verstellbare Rücklehnen an den Vordersitzen.
Die Motorleistung wurde im Laufe der Jahre nur unwesentlich erhöht, bei den ersten ab 1961 gebauten Fahrzeugen von ca. 26 PS auf 34 PS (ab August 1970) bis zum Ende der Produktion. 1978 brachte Renault zusätzlich den R4 GTL mit 1108 cm³ (Normalausführung 845 cm³) auf den Markt, der bei unveränderter Höchstleistung mehr Durchzug bot, aber weniger verbrauchte. Ab 1983 hatten die kleineren Modelle aus Umweltschutzgründen nur noch 29 PS, lediglich die Ausführung GTL hatte 34 PS. In Österreich wurden alle Versionen mit 34 PS ausgeliefert, nach Einführung der Drei-Wege-Katalysator-Pflicht (mit Lambdasonde) wurde der Vertrieb in Österreich eingestellt. Eine Ausnahme war der Renault Rodéo, der im Herbst 1970 zunächst als Rodéo 4 mit ebenfalls 845 cm³ auf dem Markt erschien. Im Herbst 1972 folgte der Rodéo 6, der über 1108 cm³ Hubraum und 45 PS verfügte. Im Sommer 1981 löste der Rodéo 5 mit 1280 cm³ und 45 PS beide Modelle ab.
Im Oktober 1962 stellte der Umbauspezialist Sinpar am Pariser Autosalon mit Genehmigung von Renault das erste Modell eines auf Allradantrieb umgerüsteten Renault 4 vor. Renault zeichnete in der Folge auch für den Vertrieb und die Wartung dieses Fahrzeugs verantwortlich. Die Umrüstung erfolgte anfangs hauptsächlich beim Typ 4L und wurde während der langen Produktionszeit des Renault 4 laufend an dessen Veränderungen angepasst. Nach der Übernahme von Sinpar durch Renault im Jahr 1980 wurde diese Aufgabe von der SOMAC (Société de Montage Autos Camions) übernommen.

### Renault 3

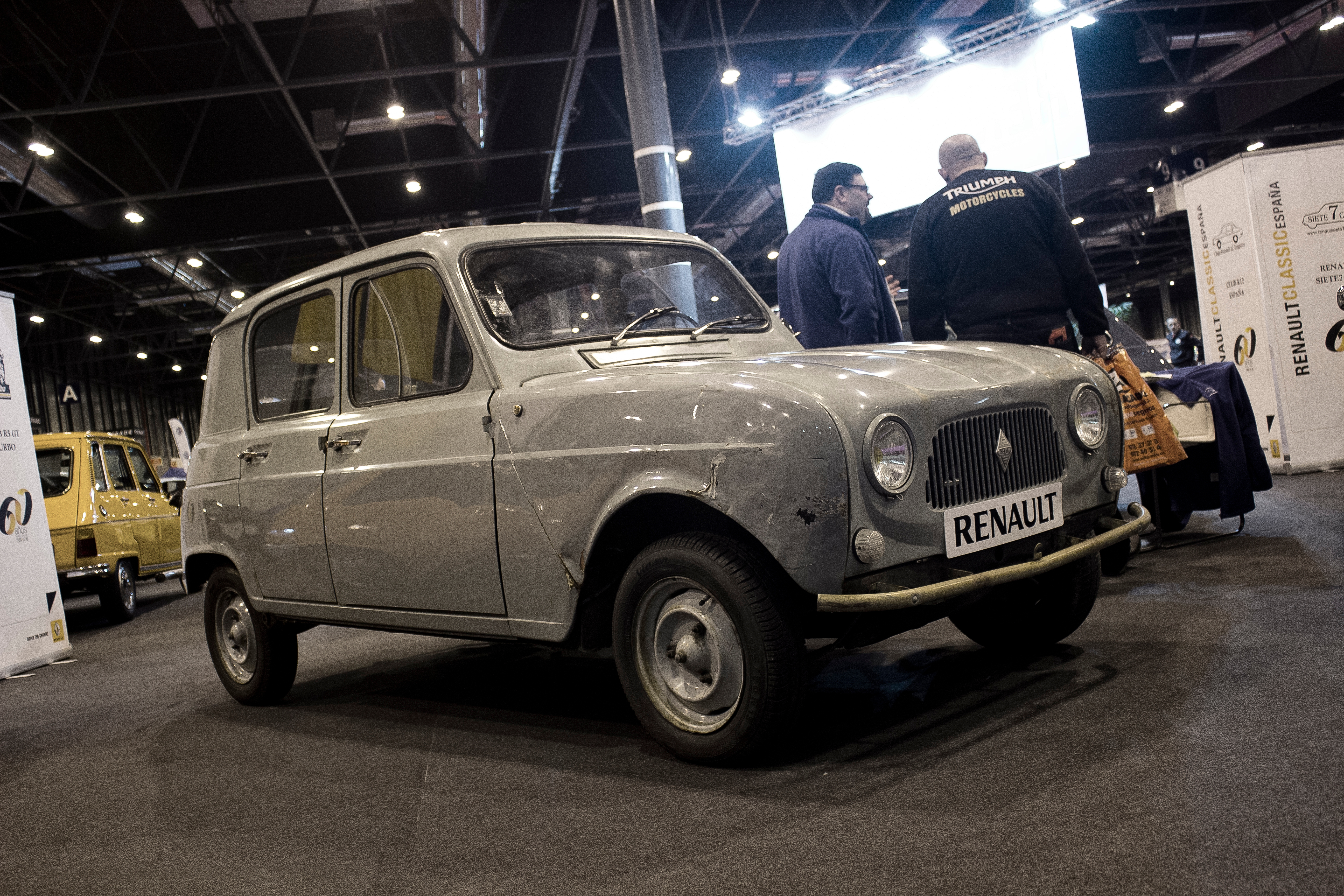
Renault 3 (1961/1962) mit geschlossenen hinteren Seitenfenstern

Der Renault 3 – kurz R3 – war die Sparversion des Renault 4, die von September 1961 bis August 1962 nur in Frankreich angeboten wurde. Mit einem kleineren Motor von 603 cm³ ausgerüstet, war er in einer günstigeren französischen Kraftfahrzeugsteuerklasse eingeordnet. Neben einer sparsameren Ausstattung kennzeichnete ihn vor allem die dank fehlendem dritten Seitenfenster sehr breite C-Säule.
Das Modell setzte sich am Markt jedoch nicht durch, weswegen die Produktion nach nur knapp einem Jahr eingestellt wurde.

## Rallye-Erfolge
1979 nahmen die Brüder Marreau an der ersten Rallye Paris–Dakar mit einem Renault 4 Sinpar 4x4 teil und erreichten in der Automobilwertung den zweiten Platz. Im Folgejahr erreichten sie in einem ebenfalls allradgetriebenen Renault 4 den dritten Platz. Als Antrieb diente ein Motor aus dem Renault 5 Alpine. Mit diesem Fahrzeug erreichten sie ebenfalls 1980 bei der Rallye Tunesien den zweiten Platz. Im Jahr 2000 nahm das Team Pinto dos Santos/da Silva mit einem Renault 4 im Rahmen der Rallyeweltmeisterschaft an der Rallye Griechenland teil.

### Einsatz

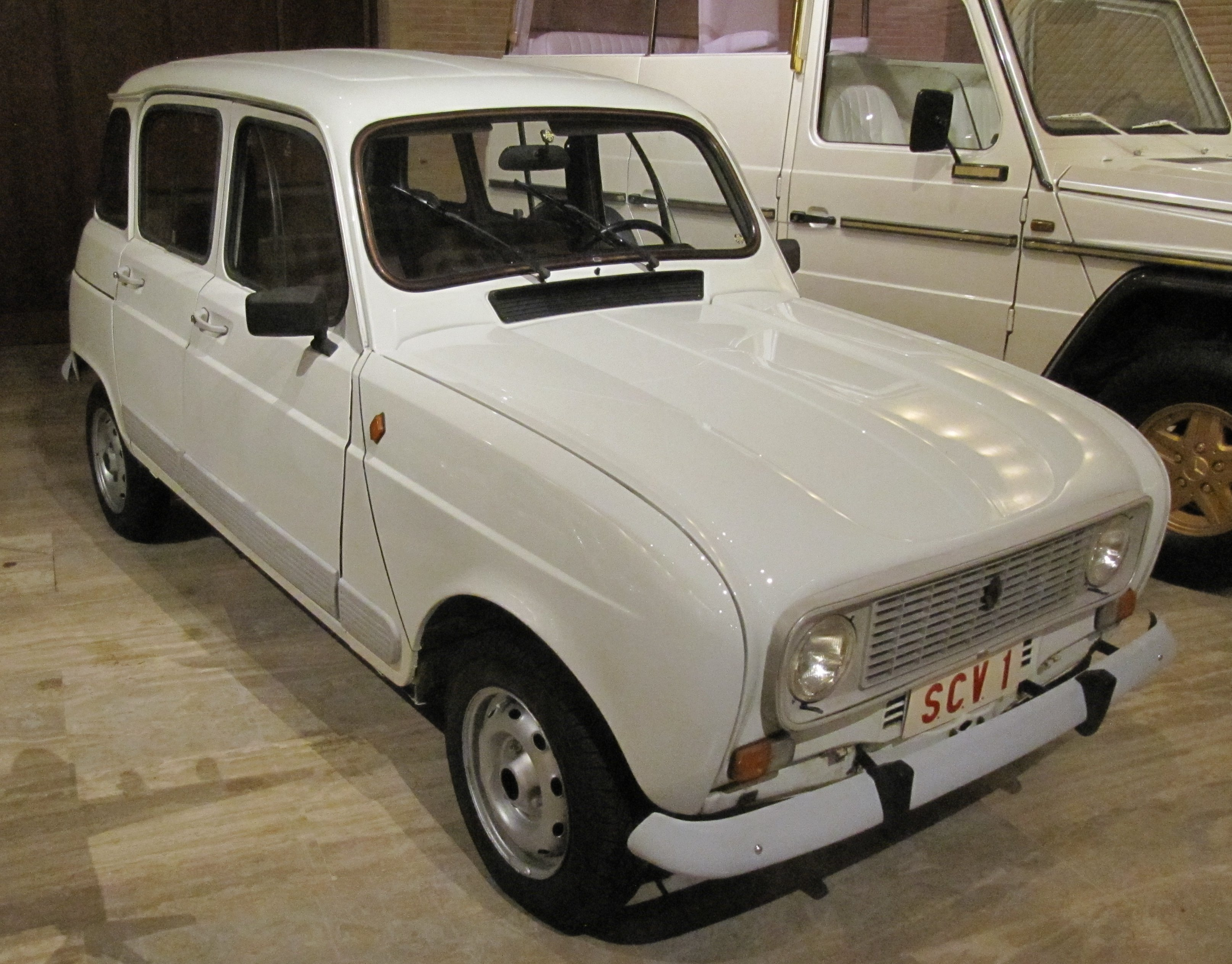
Papst Franziskus’ Renault 4 1984.

Die spanische Guardia Civil und die französische Gendarmerie verwendeten den R4 als Dienstfahrzeug bis weit in die 1990er Jahre. Kritisiert wurde der R4 wegen seines mangelhaften Korrosionsschutzes – die Hohlprofile des Plattformrahmens rosteten von innen her durch, wenn der Neuwagen nicht durch Hohlraumversiegelung geschützt war. Auch die Verarbeitungsqualität ließ zeitweilig (je nach Montageort) zu wünschen übrig.

## Produktionszahlen

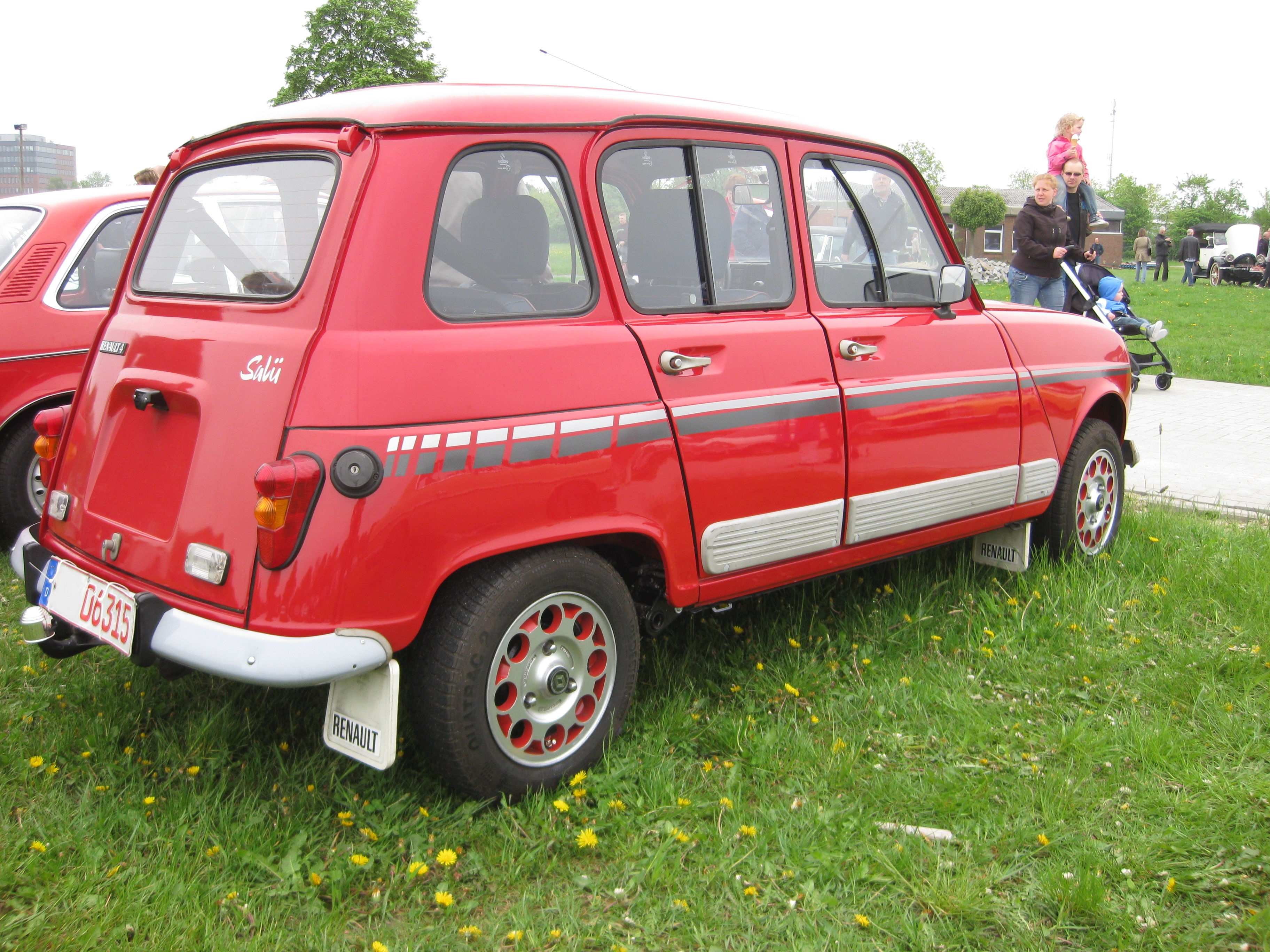
Renault 4 Salü (1988)

Bis 1964 wurden eine halbe Million Renault 4 hergestellt, im Jahr 1966 waren es schon eine Million Fahrzeuge. Im Dezember 1977 waren bereits fünf Millionen Fahrzeuge produziert, bis 1986 waren es 7½ Millionen.
Ende 1988 wurden die letzten Modelle in Deutschland verkauft, da der R4 den verschärften Abgasgrenzwerten in Deutschland nicht mehr genügte. Mit dem auf 500 Exemplare limitierten Modell Salü endete die Produktion für den deutschen Markt. Der letzte nach Deutschland importierte R4 wurde 1988 von Günther Jauch neu gekauft und befindet sich heute im Besitz von Renault.
Ende 1992 wurde die Fertigung des Renault 4 in Kolumbien sowie bei Revoz in Slowenien eingestellt. Bis dahin waren insgesamt 8.135.424 Fahrzeuge der verschiedenen R4-Modelle vom Band gelaufen. Die letzten Exemplare wurden am 21. Dezember 1994 bei der Somaca in Marokko gebaut, wo das Modell seit 1966 in einer Stückzahl von insgesamt 95.250 produziert worden war.
1998 brachte Renault mit dem Kangoo ein Fahrzeug auf den Markt, das von der Presse als legitimer Nachfolger des R4 bezeichnet wurde.
Nach dem Abschlussbericht des Bundesamtes für Wirtschaft und Ausfuhrkontrolle wurden 54 Renault 4 zugunsten der Umweltprämie zwischen dem 27. Januar 2009 und dem 31. Juli 2010 verschrottet.

## Trivia

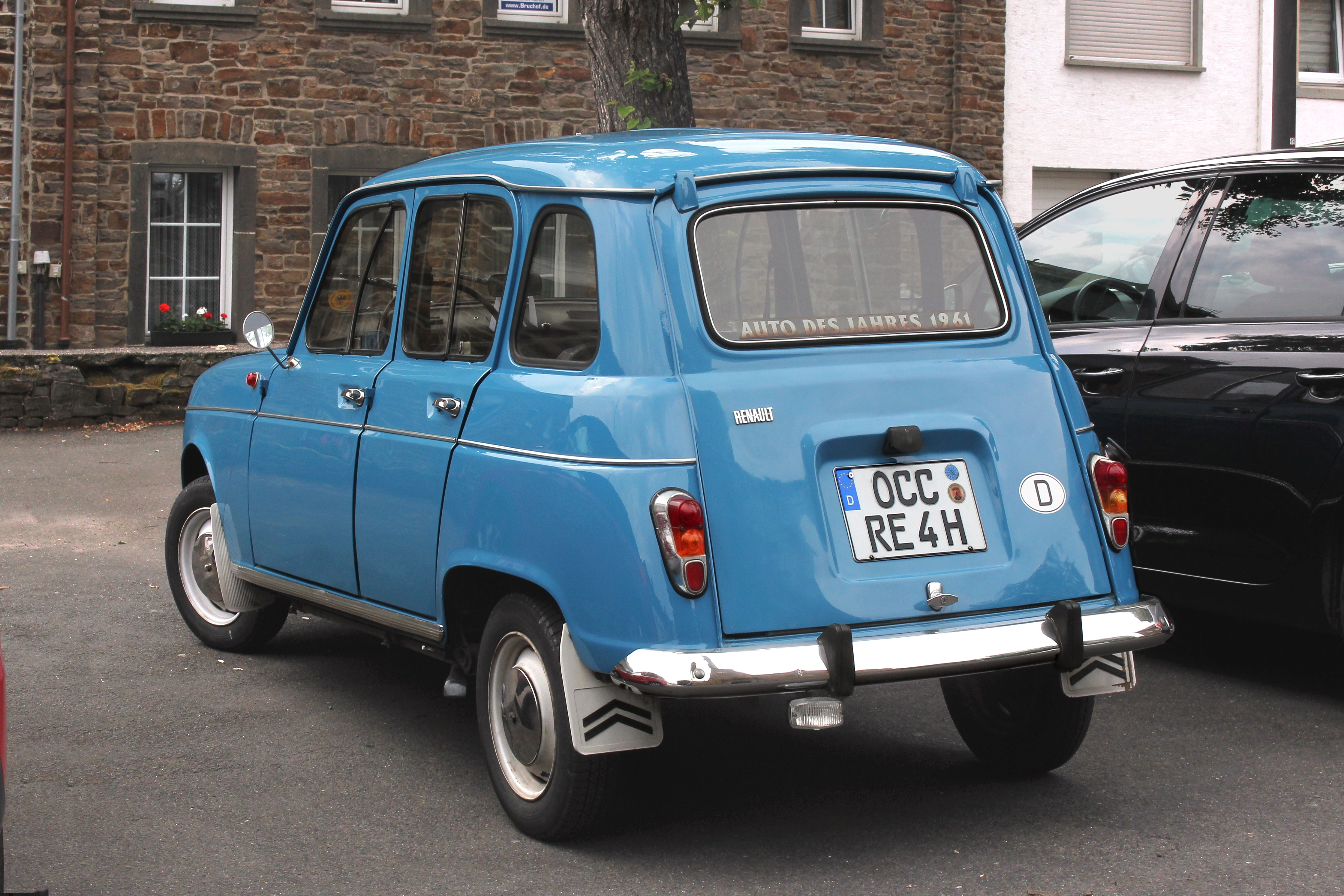
Angeblich „Auto des Jahres 1961“

- In dem Film Trafic des französischen Komikers Jacques Tati aus dem Jahr 1971 spielt ein zum innovativen mini-Camper umgebauter Renault 4 Kastenwagen (Fourgonette) eine bedeutende Rolle. Unter anderem bereitet Monsieur Hulot auf dem heruntergeklappten Kühlergrill im Stau eine warme Mahlzeit.
- In der Filmkomödie Nichts zu verzollen des Franzosen Dany Boon aus dem Jahr 2010 dient ein getunter Renault 4 als Dienstfahrzeug für ein belgisch-französisches Zöllnerduo.
- In der Fernsehserie Neues aus Büttenwarder fährt die Filmfigur Jürgen Seute in den Folgen 64 bis 98 einen roten R4.
- In der 2019 veröffentlichten Netflix-Produktion Renault 4 des Spaniers Gerardo Olivares mit Jean Reno reisen zwei Freunde in einem Renault 4 von Spanien durch die Sahara nach Mali, um dort einen sterbenden Freund zu besuchen.
- 1961 war der Renault 4, wie gelegentlich ein Aufkleber in der Heckscheibe suggerieren soll, „Auto des Jahres“. Tatsächlich wurde zu dieser Zeit der Titel aber noch nicht vergeben.[21]